# Trichosalpinx fissa
Trichosalpinx fissa là một loài thực vật có hoa trong họ Lan. Loài này được Luer miêu tả khoa học đầu tiên năm 1997.